# Сиваченко Василь Григорович
Сиваче́нко Васи́ль Григо́рович (17 червня 1902 — 18 грудня 1944) — учасник Другої світової війни, кулеметник, рядовий, Герой Радянського Союзу (1945).

## Біографія
Народився 17 червня 1902 року у селі Сирове Врадіївського району Миколаївської області в селянській родині. Українець.
Закінчив 4 класи школи. Працював на шахті в місті Чистякове Донецької області. Перебував на тимчасово окупованій німецько-румунськими військами території.
До Червоної Армії призваний Велико-Врадіївським РВК Одеської (тепер Миколаївської) області 17 березня 1944 році. Учасник німецько-радянської війни з липня 1944 року. Воював на 2-у Українському фронті.
Перший номер ручного кулемету 4-ї стрілецької роти 125-го стрілецького полку 6-ї стрілецької дивізії 7-ї гвардійської армії 2-го Українського фронту рядовий В. Г. Сиваченко особливо відзначився на території Північної Трансильванії. 18 вересня 1944 року в бою за село Ібанешть повіту Регін 4-а стрілецька рота прорвала укріплену оборону супротивника і, заглибившись глибоко вперед, вела вуличні бої в умовах гірсько-лісової місцевості. В цей час в тилу роти з'явилась піхотно-кавалерійська група мадярів кількістю до 200 осіб, що намагалась пробитись до своїх основних сил. Обслузі ручного кулемета у складі червоноармійців Сиваченка і Милованова будо поставлене бойове завдання зірвати напад супротивника з тилу. Просуваючись вперед і знищуючи на своєму шляху поодиноких солдатів ворога, обслуга підібралася до місця, де мадяри встановлювали дві гармати. Раптово кинувшись на обслугу гармат, кулеметники з допомогою гранат частково знищили ворога, а 9 солдат полонили. Встановивши кулемет і розвернувши одну з гармат, радянські бійці відкрили вогонь по ворогу. Під час двогодинного бою було знищено близько 85 мадярів, 21 взято у полон. У розпал бою рядовий В. Г. Сиваченко був поранений, але продовжував вести бій.
Загинув 18 грудня 1944 року. Похований у населеному пункті Тар в Угорщині.

## Нагороди
Указом Президії Верховної Ради СРСР від 24 березня 1945 року рядовому Сиваченку Василю Григоровичу присвоєне звання Героя Радянського Союзу з врученням ордена Леніна і медалі «Золота Зірка».

## Пам'ять
Центральна вулиця селища шахти «Об'єднана» в Торезі носить ім'я Василя Сиваченка.
У селищі міського типу Врадіївка встановлено погруддя В. Г. Сиваченка. У селі Богемка, того ж району, встановлено обеліск.